# Gourbeyrella
Gourbeyrella is een kevergeslacht uit de familie van de boktorren (Cerambycidae). De wetenschappelijke naam van het geslacht werd voor het eerst geldig gepubliceerd in 1959 door Lane.

## Soorten
Gourbeyrella omvat de volgende soorten:
- Gourbeyrella alexisi Chalumeau & Touroult, 2004
- Gourbeyrella madininae Chalumeau & Touroult, 2004
- Gourbeyrella romanowskii (Fleutiaux & Sallé, 1889)